# Janet Hilton
Pour les articles homonymes, voir Hilton.
Janet Hilton est une clarinettiste britannique née le 1er janvier 1945 à Liverpool.

## Biographie
Janet Hilton naît le 1er janvier 1945 à Liverpool.
Elle étudie à Manchester (1961-1965) puis à Vienne (1966) et remporte à l'âge de vingt ans deux concours britanniques, faisant ses débuts à la BBC comme soliste du Concerto pour clarinette de Mozart.
Entre 1970 et 1973, Hilton est clarinette solo du Welsh National Opera, avant d'occuper le même poste au Scottish Chamber Orchestra entre 1973 et 1980.
En parallèle de ses activités de musicienne d'orchestre, elle mène une carrière de soliste et chambriste, se produisant régulièrement avec le Quatuor Lindsay et fondant son propre ensemble à vent, les Manchester Wind Soloists.
Comme interprète, elle est la créatrice de plusieurs œuvres écrites à son intention, d'Edward Harper, Alun Hoddinott, Elizabeth Maconchy et John McCabe, notamment.
Comme pédagogue, elle enseigne entre 1974 et 1980 à la Royal Scottish Academy, au Royal Northern College of Music entre 1982 et 1986, puis à l'Université d'Angleterre centrale à Birmingham, enfin au Royal College of Music de Londres.